# 乔治·格雷厄姆 (钟表匠)

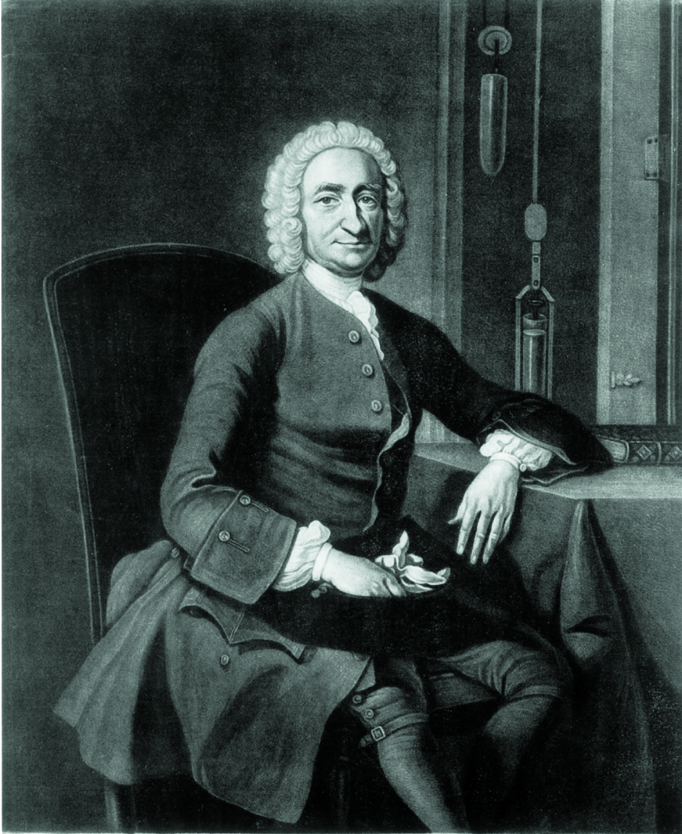
乔治·格雷厄姆

乔治·格雷厄姆， FRS （George Graham，1673年7月7日或1675年 – 1751年11月16日）是一位英国钟表匠、发明家和地球物理学家，他也是英国皇家学会会员以及貴格會成員。格雷厄姆改進了摆钟，而且发明了水银擺和太阳系仪。1722年，他出任钟表匠公会会长。他還发明了许多有价值的天文仪器，并改进了其他仪器。